# Raiffeisen-Volksbank Saale-Orla
Koordinaten: 50° 41′ 41,1″ N, 11° 35′ 45,6″ O
Die Raiffeisen-Volksbank Saale-Orla eG war eine Genossenschaftsbank mit Sitz in Pößneck. Das Geschäftsgebiet umfasste die Landkreise Saale-Orla-Kreis sowie Teile des Landkreises Saalfeld-Rudolstadt.

## Geschichte
Die Wurzeln der Raiffeisen-Volksbank Saale-Orla eG gehen auf den 1864 gegründeten „Vorschussverein zu Neustadt/Orla eGmbH“ zurück, welcher jedoch erst 1901 in das Vereinsregister eingetragen wurde.
In der Zeit zwischen 1945 und 1989 gab es im Geschäftsgebiet der heutigen Raiffeisen-Volksbank Saale-Orla eG infolge grundlegender Umgestaltungen nach dem Zweiten Weltkrieg zahlreiche genossenschaftlich organisierte Banken sowie auch weitere Unternehmen, die neben landwirtschaftsbezogenen Handelsgeschäften auch das Bankgeschäft betrieben haben. Diese Unternehmen agierten vorwiegend auf örtlicher Ebene.
Zuletzt gab es Anfang 1990 im damaligen Kreis Pößneck folgende Banken bzw. Unternehmen mit Bankgeschäften, die als Rechtsvorgänger der heutigen Raiffeisen-Volksbank Saale-Orla eG gelten:
- Genossenschaftskasse für Handwerk und Gewerbe Pößneck (ausschließlich Bankgeschäft)
- Bank für Land- und Nahrungsgüterwirtschaft Pößneck (ausschließlich Bankgeschäft)
- VdgB-Bäuerliche Handelsgenossenschaft Neustadt/Orla

Aus der Genossenschaftskasse für Handwerk und Gewerbe Pößneck ging 1990 die Volksbank Pößneck eG hervor. Aus dem Zusammenschluss von Bank für Land- und Nahrungsgüterwirtschaft Pößneck und VdgB-Bäuerliche Handelsgenossenschaft Neustadt/Orla entstand 1990 die Raiffeisenbank Pößneck eG. Das Warengeschäft der VdgB-Bäuerliche Handelsgenossenschaft Neustadt/Orla wurde dabei ausgelagert.
Zum 1. Januar 1995 fusionierten diese beiden Pößnecker Genossenschaftsbanken zur Raiffeisen-Volksbank Pößneck eG.
In den ehemaligen Kreisen Saalfeld und Rudolstadt gab es 1990 folgende Unternehmen, die als Rechtsvorgänger der Raiffeisen-Volksbank Saale-Orla eG gelten:
- Im ehemaligen Kreis Saalfeld existierte bis Januar 1990 die VdgB-Bäuerliche Handelsgenossenschaft Kaulsdorf mit Sitz im Kaulsdorfer Ortsteil Eichicht als ein Unternehmen, welches neben dem Landhandel auch das Bankgeschäft betrieb. Aus diesem Unternehmen ging die Raiffeisenbank und Handelsgenossenschaft Kaulsdorf eG hervor.
- Im südwestlichen Teil des Kreises Rudolstadt gab es bis 1990 die VdgB-Bäuerliche Handelsgenossenschaft Bad Blankenburg. Aus dieser entstand 1990 die Raiffeisenbank und Handelsgenossenschaft Bad Blankenburg eG.

Im Oktober 1990 wurde das Bankgeschäft der Raiffeisenbank und Handelsgenossenschaft Bad Blankenburg eG auf die Raiffeisenbank und Handelsgenossenschaft Kaulsdorf eG übertragen, die dann ab Januar 1991 als Raiffeisenbank Kaulsdorf eG firmierte. Im Gegenzug wurde das Warengeschäft von der Raiffeisenbank und Handelsgenossenschaft Bad Blankenburg eG übernommen, die daraufhin in Raiffeisen-Warengenossenschaft Bad Blankenburg eG umfirmierte.
Im Dezember 1991 erfolgte die Umfirmierung der Raiffeisenbank Kaulsdorf eG in Raiffeisenbank Saalfeld/Bad Blankenburg eG, nunmehr mit Sitz in Saalfeld.
Die Raiffeisen-Volksbank Saale-Orla eG mit Sitz in Pößneck entstand im Jahr 2000 aus der Fusion der Raiffeisen-Volksbank Pößneck eG und der Raiffeisenbank Saalfeld/Bad Blankenburg eG. Im Jahre 2020 fusionierte die Raiffeisen-Volksbank Saale-Orla eG mit der Volksbank Vogtland eG zur Volksbank Vogtland-Saale-Orla eG.

## Kooperationen
Die Bank kooperierte mit den Verbundunternehmen der genossenschaftlichen FinanzGruppe und war der amtlich anerkannten BVR Institutssicherung GmbH und der zusätzlichen freiwilligen Sicherungseinrichtung des Bundesverbandes der Deutschen Volksbanken und Raiffeisenbanken angeschlossen.